# Église Saint-Barthélemy d'Allas
Pour les articles homonymes, voir Église Saint-Barthélemy.
L'église Saint-Barthélemy est une église catholique située au village d'Allas, à Saint-André-d'Allas, en France.

## Localisation
L'église est située dans le hameau d'Allas (ancienne commune d'Allas-l'Évêque) sur le territoire de la commune de Saint-André-d'Allas, en Périgord noir, dans le département français de la Dordogne.

## Historique
L'église à nef unique possède un sanctuaire plus étroit voûté en ogive. 
L'église a été construite au XIIIe siècle. D'après le chanoine Jean Tarde, le troisième évêque de Sarlat, Arnaud Royard, meurt le 30 novembre 1333 dans son château de Boucheyral qui se trouvait dans les bois d'Allas. De ce fait, le hameau a longtemps été appelé Allas-l'Évêque.
L'édifice est inscrit au titre des monuments historiques le 4 février 1926.